# 세레나데 (스트라빈스키)
A조의 세레나데(Serenade in A)는 이고르 스트라빈스키의 피아노 독주 작품이다. 1925년 9월 9일 비엔나에서 완성되고 Boosey &amp; Hawkes에 의해 출판되었으며 Brunswick과 그의 첫 번째 축음기 녹음 계약에 서명한 결과이며 각 악장을 78rpm 레코드 한쪽 면에 맞출 수 있도록 작곡되었다.

A조의 세레나데는 약 12분 동안 지속되며 4악장으로 구성된다.
1. Hymne (Hymn)
2. Romanza (Romance)
3. Rondoletto
4. Cadenza finale (Final cadence)